# 阿迪斯阿貝巴皇家學院
皇家学院是埃塞俄比亚亚的斯亚贝巴的大專院校。隨著埃塞俄比亚教育部門開放私人投資学校，皇家学院也随之开放。學院提供會計，法律，工商管理和行銷管理學位，文憑和證書培訓。亦提供秘書科學和信息技术學科證書和文憑。